# Alcide d'Orbigny
Alcide Charles Victor Marie Dessalines d'Orbigny (sinh 6 tháng 9 năm 1802 - mất 30 tháng 6 năm 1857) là một nhà tự nhiên học người Pháp đã có những đóng góp to lớn trong nhiều lĩnh vực, bao gồm động vật học (bao gồm cả nhuyễn thể học), cổ sinh vật học, địa chất, khảo cổ học và nhân chủng học.
D'Orbigny sinh ra ở Couëron (Loire-Atlantique), con trai của một người bác sĩ phục vụ trên tàu thuyền và một nhà tự nhiên học nghiệp dư. Gia đình ông đã chuyển đến La Rochelle vào năm 1820, nơi mà sự quan tâm của ông đối với ngành lịch sử tự nhiên được phát triển trong suốt quá trình nghiên cứu hệ động vật biển và các vi sinh vật mà ông gọi là " foraminiferans ".
Tại Paris, ông trở thành học trò của nhà địa chất học Pierre Louis Antoine Cordier (1777-1861) và Georges Cuvier. Suốt cả cuộc đời, ông quyết định sẽ theo đuổi lý thuyết của Cuvier và chống lại Chủ nghĩa Lamarck.

## Thời gian tại Nam Mỹ
D'Orbigny lên đường tới Nam Mỹ trong một nhiệm vụ để phục vụ cho Bảo tàng Paris. Trong khoảng thời gian 1826-1833. Ông đã lần lượt dừng chân tại Venezuela, Colombia, Ecuador, Peru, Bolivia, Chile, Argentina, Paraguay và Brazil và trở về Pháp với một bộ sưu tập khổng lồ gồm hơn 10.000 mẫu vật thuộc lĩnh vực lịch sử tự nhiên. Ông đã mô tả lại một phần của các phát hiện của mình tại La Relation du Voyage dans l'Amérique Méridionale pendant les Annes 1826 à 1833 (Paris, 1824-1847, trong 90 fascicles). Các mẫu vật khác được mô tả bởi nhiều nhà động vật học khác tại bảo tàng Paris.
Người sống cùng thời với ông, Charles Darwin, đã đến Nam Mỹ vào năm 1832, sau khi nghe tin ông đã đi trước, Darwin đã càu nhàu rằng D'Orbigny có lẽ đã thu thập được những thứ quan trọng nhất. Darwin sau này đã gọi Hành trình của D'Orbigny là "hành trình quan trọng nhất". Họ tiếp tục hợp tác với việc D'Orbigny đã mô tả một số mẫu vật của Darwin.
D'Orbigny đã được trao huy chương vàng từ Société de Géographie của Paris vào năm 1834. Tên khoa học của loài Podocene pantodont Pidedocignya với hóa thạch được khai quật tại Nam Mỹ đã được đặt theo tên của D'Orbigny để vinh danh cho những đóng góp của ông.

## Giai đoạn 1840 trở đi

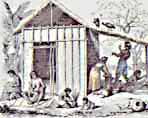
Trên bờ Rio Magdalen. Hình ảnh từ Voyages pittoresque dans les deux Amériques

Năm 1840, d'Orbigny bắt đầu mô tả các phương pháp xử lý hóa thạch của Pháp và xuất bản cuốn La Paléontologie Française (8 vols). Năm 1849, ông đã cho xuất bản cuốn Prodrom de Paléontologie Stratecraftique có liên hệ chặt chẽ với bản in trước, với nội dung là "Lời nói đầu cho địa tầng học địa lý", trong đó ông mô tả gần 18.000 loài, với các so sánh trong lĩnh vực địa lý đã minh họa lại các tầng địa chất, và các định nghĩa về địa tầng.
Năm 1853, ông trở thành giáo sư cổ sinh vật học tại Bảo tàng lịch sử tự nhiên Paris, xuất bản cuốn Cours élémentaire với nhiều nội dung trong lĩnh vực cổ sinh vật học và động vật học. Phân ngành cổ sinh vật học được lập ra đặc biệt để vinh danh ông. Bộ sưu tập của d'Orbigny được lưu giữ tại Salle d'Orbigny và thường được nhiều chuyên gia ghé thăm.
Ông đã mô tả các mốc thời gian địa chất và xác định nhiều tầng địa chất. Nhiều tài liệu của ông ngày nay vẫn được sử dụng làm tài liệu tham khảo thuộc lĩnh vực nghiên cứu các mốc thời gian của các tầng địa chất như Toarcian, Callovian, Oxfordian, Kimmeridgian, Aptian, Albian và Cenomanian. Ông qua đời tại thị trấn Dockrefitte-sur-Seine, gần Paris.

## Các loài động thực vật được đặt theo tên d'Orbigny
Một số đơn vị phân loại động thực vật đã được đặt theo tên để vinh danh ông, bao gồm các chi và loài sau:.
- Alcidedorbignya Muizon & Marshall, 1992 - một chi đã tuyệt chủng của pantodont
- Alcidia Bourguignat, 1889 - một chi ốc biển
- Ampullaria dorbignyana Philippi, 1851 - một loài ốc nước ngọt
- Apostolepis dorbignyi Schlegel, 1837 - một loài rắn đào hang [6]
- Asthenes dorbignyi Reichenbach, 1853 - một loài chim porariid
- Bachia dorbignyi AMC Duméril & Bibron, 1839 - một loài thằn lằn
- Cadomites orbignyi de Grossouvre, 1930 - một loài ammonite từ Bathonia [7]  ·
- Chaunus dorbignyi (AMC Duméril & Bibron, 1841) - một loài cóc
- Haminoea orbignyana A. de Férussac, 1822 - một loài ốc biển
- Hecticoceras (Orbignyceras) C. Gérard & H. Contaut, 1936 - một phân chi của Amonit từ Tầng Callove [8]
- Liolaemus dorbignyi Koslowsky, 1898 - một loài thằn lằn
- Lystrop4 dorbignyi AMC Duméril, Bibron & AHA Duméril, 1854 - một loài rắn
- Nerocila orbignyi (Guérin, 1832) - một loài ký sinh ngoài da isopod
- Quỹ đạo Mart. cựu Endl. - một chi của cây cọ, bao gồm loài Orbignya speciosa (Mart. Ex Spreng.), Thường được gọi là cây cọ Brazil hoặc babaçu trong tiếng Bồ Đào Nha
- Pinna dorbignyi Hanley, 1858 - một loài động vật thân mềm hai mảnh vỏ
- Potamotrygon orbignyi (Castelnau, 1855) - một loài cá đuối nước ngọt
- Quadracythere orbignyana (Bosquet, 1852) - một loài hải ostracod
- Rhinodoras dorbignyi (Kner, 1855) - một loài cá da trơn gai
- Sepia (Rhombosepion) orbignyana A. de Férussac in d'Orbigny, 1826 - một loài mực nang, thường được gọi là mực nang hồng
- Subdiscosphotypees orbignyi Hantzpergue, 1987 - một loài ammonite từ Kimmeridgian [9]
- Trạchemys dorbigni (A.M.C. Duméril & Bibron, 1835) - một loài rùa nước ngọt

Trong danh sách trên, tên tác giả đặt tên hoặc danh pháp hai phần trong ngoặc đơn biểu thị rằng loài ban đầu được mô tả và được phân loại trong một chi khác với hệ thống phân loại hiện tại.

## Ấn phẩm
- d'Orbigny, Alcide (1843). Paléontologie française. Description zoologique et géologique de tous les animaux mollusques & rayonnés fossiles de France. Quyển 3. Paris: Arthus Bertrand. tr. 807. Truy cập ngày 26 tháng 8 năm 2013.

Cách viết tắt họ tên nhà thực vật học theo tiêu chuẩn là A.D.Orb., được sử dụng để chú thích người này là tác giả khi trích dẫn danh pháp thực vật.